# Андрей (галицкий боярин)
Андрей (ум. 1255) — боярин и дворский галицкого князя Даниила Романовича.
В 1225 году Андрей ездил в Польшу в качестве посла Даниила. В 1227 году, во время похода Романовичей на Ярослава Ингваревича, вёл передовой полк и осадил Луцк, который на следующий день сдался.
В 1241 году был послан под Перемышль против князя Константина, который вместе с епископом того города затевал крамолу на Даниила. Константин успел бежать из Перемышля, и Андрей, пограбив владыку и его слуг и захватив в плен «словутьного певца Митусу», вернулся к Даниилу.
В 1243 году Андрей ходил в польскую землю и разорил область по реке Сану. Вслед за тем вместе с боярином Иаковом Марковичем был послан со Львом Даниловичем, который по молодости не мог сам вести войну, на Ростислава Михайловича к Перемышлю. В происшедшей на реке Сечнице битве Ростислав остался победителем.
В 1245 году Романовичи пошли спасать город Ярославль, осаждённый тем же Ростиславом, а вперёд послали Андрея, чтобы поддержать дух осаждённых. Вслед за Андреем подоспели и сами князья; Ростислав пошёл на них, но Андрей, желая сам отомстить за прежнее поражение, поспешно перерезал Ростиславу путь, «сразился крепко» и взял в плен начальника венгерских вспомогательных войск Филю.
В 1248 году Андрей участвовал в польском походе, но был болен, так что во время битвы «копие упусти и замало не убиен бысть». В 1253 году он с князем Львом воевал в Силезии, а в следующем — с тем же Львом ходил отнимать Бакоту у захватившего её татарина Милея и, командуя передовым полком, взял Милея в плен. Подошедшие татарские подкрепления заставили Льва отступить, а Андрей попал в руки татар и «убиен бысть и сердце его вырезаша».